# Робертс, Джордж (британский политик)
Джордж Генри Робертс (англ. George Henry Roberts, 27 июля 1868, Чедгрейв, Норфолк, Великобритания  — 25 апреля 1928) — британский государственный и профсоюзный деятель, министр труда Великобритании (1916—1917).

## Биография
Был единственным выжившим ребенком из девяти детей Джорджа Генри Робертса и его жены, Энн Ларкман. Его отец был деревенским сапожником. Вскоре семья переехала в Норвич, где он поступил в школу, показывал хорошие результаты в учебе, однако в 13 лет бросил школу, став учеником в типографии. Достаточно быстро стал ведущим профсоюзным деятелем в городе. Он был членом союза печатников, Типографской ассоциации, а затем был избран президентом и секретарем местного отделения. В 1898 г. он был избран президентом Торгового совета Норвича. В 1904 г. он был избран на должность национального организатора Типографской ассоциации и ее парламентским представителем.
Изначально вступил в Независимую рабочую партию.
Представлял Лейбористскую партию. На всеобщих выборах 1906 г. был избран членом парламента (НР) от Норвича. В 1916—1919 гг. — парламентский организатор Лейбористской партии в Палате общин.
Входил в состав британского правительства:
- 1915—1916 гг. — лорд-уполномоченный казначейства,
- 1916—1917 гг. — парламентский секретарь Совета по торговле,
- 1917—1919 гг. — министр труда,
- 1919—1920 гг. — министр продовольственного контроля.

В 1917 г. он был включен в Тайный совет Великобритании.
На выборах 1918 г. стал кандидатом от «коалиционных лейбористов» (Coalition Labour), выступая оппонентом официального кандидата от лейбористов. Уйдя в отставку с поста министра в 1920 г., он вернулся на должность качестве директора в фирму, которую он возглавлял в качестве управляющего до избрания в парламент в 1906 г. В 1923 г. уступил свое место в парламенте кандидату-консерватору.
В дальнейшем работал в свеклоперерабатывающей промышленности.